# Cigeľ
Cigeľ (Hongaars: Cégely, Duits: Ziegel) is een Slowaakse gemeente in de regio Trenčín, en maakt deel uit van het district Prievidza.
Cigeľ telt 1.185 inwoners.